# Bandera yaqui
La bandera yaqui consiste en tres franjas verticales de colores distintos con una cruz, el sol, la luna y estrellas dentro de la franja blanca. Es un símbolo que representa al pueblo yaqui, el cual está establecido en Sonora, México y en Arizona, Estados Unidos.

## Descripción y simbolismo
La "bandera yaqui" tiene tres franjas verticales de colores, los cuales a partir del mástil en la parte izquierda, primero es una franja azul, sigue una franja blanca y después, una franja roja y en ellos 4 diferentes símbolos.

### Símbolos
La bandera yaqui tiene los siguientes símbolos: 
- Estrellas que representan a los espíritus que vigilan desde el más allá,             los cuatro puntos cardinales del territorio yaqui
- El Sol es el Dios Padre que ilumina y da vida a la raza; Luna, representa a la Diosa Madre, que los protege de noche y de día
- Cruz es la nueva religión del yaqui.

### Colores
En el proyecto para la elaboración y diseño de esta bandera yaqui han intervenido un gran número de personas de las distintas regiones yaquis, así como de diferentes niveles de conocimientos y disciplinas, llegando a la presente imagen simbólica que puede explicarse como sigue:

- Azul (teweli), que nos expresa el orgullo, el vigor y la valentía de los yaquis. También representa la fortaleza de la comunidad, que se siente protegida por el manto azul del cielo.

- Blanco (tosali), que nos simboliza la nobleza y el respeto. Además, hace referencia a la pureza de la sangre de la raza yaqui, destacando su identidad y el respeto por sus tradiciones ancestrales.

- Rojo (sikili), que nos representa la sangre derramada por los padres y ancestros yaquis en la defensa de su soberanía. Esta sangre es vista como un sacrificio necesario para proteger su tierra y su libertad.

En el centro una cruz que representa el cristianismo, la religión dominante de los yaquis.

## Historia

Bandera yaqui en la localidad de Pótam, en Sonora, México.

La bandera yaqui surge como un símbolo de identidad entre los yaquis que residen en Arizona como los yaquis que residen en Sonora.
Este blasón es único en su tipo y surgió en la localidad de Pascua Pueblo, en Tucson, Arizona en 1994, es una bandera étnica de Estados Unidos y México. La bandera, actualmente es símbolo oficial de los yaquis en dos naciones diferentes, los que residen en México y de los que residen en los Estados Unidos.